# Богиња (албум)
Богиња је назив другог студијског албума Милице Павловић, који је објављен 16. децембра 2016. године за Гранд продукцију.